# Estádio Nelo Bracalente
O Estádio Nelo Bracalente, é um estádio de futebol localizado na cidade de Vinhedo e administrado pela prefeitura local.
Após meses de reforma, o estádio foi uma das sedes da Copa São Paulo de Futebol Júnior de 2010.
Desde 2019 é o estádio onde o time de futebol feminino do Palmeiras manda suas partidas, mas desde 2020, vem recebendo menos partidas do Palmeiras feminino porque o  time tem jogado cada vez mais no Allianz Parque em São Paulo, arena na qual a equipe de futebol masculino do Palmeiras manda seus jogos desde 2014.
Nas madrugadas dos dias 15 de janeiro e 1º de fevereiro do ano  de 2021, o estádio  foi alvo de uma série de furtos nos quais objetos e equipamentos da prefeitura de Vinhedo e do Palmeiras foram levados .